# The Only Ones
Pour les articles homonymes, voir Only One.
The Only Ones est un groupe de rock anglais formé en août 1976 à Londres. On peut le classer dans les genres punk, power pop, hard rock avec des influences psychédéliques.

## Biographie
Le groupe est formé en août 1976 par Peter Perrett avec des musiciens professionnels. Ils sont plus âgés que la plupart des groupes punk. Ils sortent leur premier single Lovers of Today un an après sur Vengeance Records, leur propre label et en vendent 28 000 exemplaires. Ce titre est nommé « single of the week » dans trois magazines anglais. Puis ils enregistrent Another Girl, Another Planet à l'Escale Studio dans le Kent avec le producteur John Burns, qui a travaillé avec David Bowie, Genesis et Motörhead. Cet enregistrement figure sur leur premier album du même nom paru en 1978 sur CBS Records,. Un deuxième album est produit en 1979 : Even Serpents Shine.
Le groupe s'est reformé en 2007 après que son hit Another Girl, Another Planet a été utilisé pour une campagne de publicité Vodafone en 2006. Ils ont joué au Royaume-Uni de 2007 à 2009. De nouvelles chansons ont vu le jour en 2009.

## Influences musicales
On peut le classer dans les genres punk, power pop, hard rock avec des influences psychédéliques. Ils sont également influencés par l'esprit punk newyorkais.

## Membres
- Peter Perrett : chant
- John Perry : guitare
- Alan Mair : basse
- Mike Kellie : batterie

## Discographie

### Singles
- 1978 : Lovers of Today / Peter And The Pets (Vengeance Records)
- 1978 : Another Girl, Another Planet / Special View (CBS)
- 1978 : Another Girl, Another Planet / As My Wife Says (CBS)
- 1979 : You’ve Got to Pay / This Ain’t All (It’s Made Out To Be) (CBS)
- 1979 : Trouble in the World / Your Chosen Life (CBS)
- 1980 : Fools / Castle Built on Sand (CBS)
- 1983 : Baby’s Got a Gun / Silent Night (Vengeance Records)

### Compilations
- Remains (1984)
- The Peel Sessions Album (1989)
- "The Immortal Story" (1992)
- Why Don't You Kill Yourself? (2004)

### Albums live
- Live in Chicago (1989)
- Live in London (1989)
- The Big Sleep (1993)